# Christian Jeppsson
Per Christian „eisenhower1“ Jeppsson (* 1984 oder 1985) ist ein professioneller schwedischer Pokerspieler, der hauptsächlich online spielt. Er führte von September 2015	bis Januar 2016 für 16 Wochen die Onlinepoker-Weltrangliste an und gewann 2020 das Main Event der World Poker Tour.

## Pokerkarriere

### Online
Jeppsson stammt aus Göteborg und spielt mindestens seit 2006 Onlinepoker. Er spielt oder spielte auf allen gängigen Plattformen unter verschiedenen Nicknames, wobei er die größten Erfolge als eisenhower1 auf dem Onlinepokerraum PokerStars hatte. Dort gewann er Ende September 2015 ein Turnier der World Championship of Online Poker und stand anschließend zum 30. September 2015 erstmals auf Platz eins des PokerStake-Rankings, das die erfolgreichsten Onlinepoker-Turnierspieler weltweit listet. Der Schwede hielt sich anschließend bis zum 19. Januar 2016 für 16 Wochen in Serie an der Spitze. Im September 2016 sicherte er sich bei der World Championship of Online Poker einen weiteren Titel. Bis Oktober 2016 erspielte sich Jeppsson mit Onlinepoker Preisgelder von mehr als 8,5 Millionen US-Dollar, wobei der Großteil von über 4,5 Millionen US-Dollar auf PokerStars gewonnen wurde. Als aufgrund der COVID-19-Pandemie Turniere der World Poker Tour ab Mai 2020 auf der Online-Plattform partypoker ausgetragen wurden, entschied der Schwede dort das erste Main Event für sich und erhielt nach einem Deal mit dem Zweitplatzierten eine Auszahlung von mehr als 920.000 US-Dollar. Bei GGPoker, wo er unter seinem echten Namen spielt, gewann Jeppsson im November 2021 das Super Million$ mit einem Hauptpreis von knapp 300.000 US-Dollar.

### Live
Seine erste Geldplatzierung bei einem Live-Pokerturnier erzielte Jeppsson Mitte Juli 2007 im Hotel Bellagio in Paradise am Las Vegas Strip. Ende Oktober 2008 gewann er bei der European Poker Tour (EPT) in Budapest sein erstes Live-Turnier und sicherte sich sein bis heute höchstes Live-Preisgeld von rund 120.000 Euro. Im Juni 2010 war der Schwede erstmals bei der World Series of Poker (WSOP) im Rio All-Suite Hotel and Casino am Las Vegas Strip erfolgreich und kam bei drei Turnieren der Variante No Limit Hold’em in die Geldränge. Bei der EPT in Barcelona belegte er Ende August 2015 den mit über 70.000 Euro dotierten elften Platz im High Roller. Bei der WSOP 2016 kam Jeppsson erstmals im Main Event auf die bezahlten Plätze. Ende August 2016 wurde er bei einem Event der EPT Barcelona Zweiter und erhielt rund 70.000 Euro. Ende desselben Jahres beendete er das Eureka High Roller in Prag auf dem fünften Rang, der mit mehr als 65.000 Euro prämiert wurde. Seitdem blieben größere Turniererfolge aus.
Insgesamt hat sich Jeppsson mit Poker bei Live-Turnieren mindestens 750.000 US-Dollar erspielt.